# Erza Muqoli
Erza Muqoli (Sarreguemines, 21 settembre 2005) è una cantante francese.

## Biografia
Erza nasce in Francia, a Sarreguemines (Moselle). I suoi genitori, albanesi di origine kosovara, sono vissuti in Kosovo fino agli anni 90, quando scoppiò la guerra nella ex-Jugoslavia. Nel 1991 il padre riuscì a fuggire e divenne un rifugiato politico in Francia. Sua madre si unì a lui quattro anni dopo, nel 1995, e si stabilirono nel nord-est della Francia, a Sarreguemines, dove Erza nascerà più tardi.

## Carriera

### Gli inizi
Erza iniziò a cantare già da quando aveva 2 anni, mentre iniziò a studiare pianoforte e canto dall'età di 7 anni nella città di Sarralbe, dove il suo insegnante di musica Pascal Weber pubblicava dei suoi video su Internet.

### La France a un incroyable talent
Fra il 2014 e il 2015 partecipa alla nona stagione di La France a un incroyable talent., dove interpreta Papaoutai di Stromae, Éblouie par la nuit di ZAZ in semifinale e La vie en rose di Édith Piaf in finale, canzone che le permette di ottenere un sesto posto finale.

### Kids United
Nel 2015 entra a far parte dei Kids United, un gruppo di bambini e adolescenti formato sotto l'egida dell'UNICEF e sponsorizzato da Hélène Ségara e Corneille. Nello stesso anno fanno il loro debutto con il singolo On écrit sur les murs e l'album Un monde meilleur. Nel 2018 il gruppo cessa di esistere, dando spazio ad un nuovo gruppo chiamato Kids United New Generation.

### Festivali i Këngës 2018
Il 22 dicembre 2018, partecipa assieme al cantante albanese Eugent Bushpepa al Festivali i Këngës 2018 come ospite durante la finale.

### Carriera da solista
Dopo lo scioglimento del gruppo, Erza decide di darsi alla carriera da solista. Dapprima firma un contratto con le case di discografiche Play Two e Tôt ou tard. Il 24 maggio 2019 pubblica il suo primo singolo Je chanterai.
Nel settembre del 2024 Erza si trasferisce a Los Angeles per seguire la scuola di musica per artisti e produttori musicali LAAMP .

## Discografia

### Album in studio
- 2015 - Un monde Meilleur[7]
- 2016 - Tout le bonheur du monde
- 2017 - Forever United
- 2017 - Chante la vie chante
- 2017 - Sardou et nous...
- 2019 - Erza Muqoli

### Album dal vivo
- 2017 - Le Live

### Singoli
- 2019 - Je chanterai
- 2019 - Dommage

## Filmografia

### Doppiaggio
- 2016 - Palle di neve: Lucie